# Loren Babcock
Loren Edward Babcock (* 26. Mai 1961 im Buffalo (New York)) ist ein US-amerikanischer Paläontologe und Geologe.
Babcock studierte an der State University of New York in Fredonia mit dem Bachelor-Abschluss 1983 und an der Kent State University mit dem Master-Abschluss 1986 und wurde 1990 an der University of Kansas in Geologie promoviert. 1990 wurde er Assistant Professor und später Professor an der Ohio State University.
Er befasst sich mit Paläobiologie und Paläobiogeographie insbesondere der frühen Geschichte von Mehrzellern und speziell von Trilobiten  des Paläozoikums (Kambrium) und beim Übergang von der Ediacara-Fauna zum Kambrium. Er befasste sich mit der Evolutionsgeschichte von biologischer Asymmetrie (Händigkeit), dem Prozess der Fossilbildung und der Rolle von Räubern in der Evolution.
2001 erhielt er den Charles Schuchert Award. Er ist Fellow der Geological Society of America und der Paleontological Society. Er ist Sekretär der internationalen Subkommission für Stratigraphie des Kambriums (2016).
2000 fand er die mit 570 Millionen Jahre Alter älteste bekannte Fußspur (von Beinen eines unbekannten Lebewesens) in marinen Flachwassersedimenten nahe Goldfield (Nevada), was sie 2008 veröffentlichten. Sie wird der Ediacara-Fauna zugeordnet und könnte nach Babcock ein Hinweis auf komplexere als bisher bekannte Lebensformen in dieser  Zeit sein (vermutlich ein Arthropode), die möglicherweise auch schon an Land gingen. Ähnliche Spuren wurden 2002 in Kanada (520 Ma) und in Südchina gefunden (540 Ma).

## Schriften
- Visualizing Earth History, Wiley 2008